# Trypanaeus torpedo
Trypanaeus torpedo är en skalbaggsart som beskrevs av George Lewis 1885. Trypanaeus torpedo ingår i släktet Trypanaeus och familjen stumpbaggar. Inga underarter finns listade i Catalogue of Life.